# Copa Africana de Naciones Sub-20 de 2023
La Copa Africana de Naciones Sub-20 de 2023 fue la 24.ª edición del torneo internacional bienal de fútbol sub-20 organizado por la Confederación Africana de Fútbol (CAF). El campeonato se llevó a cabo en Egipto del 19 de febrero al 11 de marzo de 2023.
Los cuatro mejores equipos del torneo se clasificaron para la Copa Mundial de Fútbol Sub-20 de 2023 como representantes de la CAF. El campeón del torneo fue Senegal, que derrotó 2-0 a Gambia en la final y logró su primer título en la competición.

## Equipos participantes
En cursiva, el equipo debutante. 
| Equipos participantes | Equipos participantes | Equipos participantes    | Equipos participantes |
| --------------------- | --------------------- | ------------------------ | --------------------- |
| Benín                 | Gambia                | República Centroafricana | Túnez                 |
| Congo                 | Mozambique            | Senegal                  | Uganda                |
| Egipto                | Nigeria               | Sudán del Sur            | Zambia                |

### Sorteo
El sorteo del torneo final tuvo lugar el 23 de diciembre de 2022 a las 19:00 EST (UTC+2), en El Cairo, Egipto. Los 12 equipos fueron sorteados en 3 grupos de 4 equipos cada uno, con los equipos ubicados acorde a su rendimiento en el torneo final de la Copa Africana de Naciones Sub-20 de 2021, el anfitrión Egipto automáticamente fue asignado a la posición A1 en el sorteo.
| Bombo 1                                  | Bombo 2                                                | Bombo 3                                                                  |
| ---------------------------------------- | ------------------------------------------------------ | ------------------------------------------------------------------------ |
| Egipto (anfitrión) Uganda (2) Gambia (3) | Túnez (4) República Centroafricana (8) Mozambique (11) | Nigeria (–) Zambia (–) Senegal (–) Benín (–) Congo (–) Sudán del Sur (–) |

## Sedes
| Egipto                | Egipto                | Egipto                       | Egipto                    |
| El Cairo              | Alejandría            | El Cairo Alejandría Ismailía | Ismailía                  |
| --------------------- | --------------------- | ---------------------------- | ------------------------- |
| Estadio Internacional | Estadio de Alejandría | El Cairo Alejandría Ismailía | Estadio del Canal de Suez |
| Capacidad: 75 000     | Capacidad: 20 000     | El Cairo Alejandría Ismailía | Capacidad: 22 000         |
|                       |                       | El Cairo Alejandría Ismailía |                           |

## Primera fase
Luego de una liguilla simple, a una sola rueda de partidos, pasaron a segunda ronda los equipos que ocuparon las posiciones primera, segunda de cada grupo y los dos mejores terceros.
En caso de empate en puntos en cualquiera de las posiciones, la clasificación se determinó siguiendo en orden los siguientes criterios:
- El resultado del enfrentamiento directo jugado entre los empatados.
- Diferencia de goles.
- Cantidad de goles marcados.
- Por sorteo.

     – Clasificados a la fase final.
     – Clasificados a la fase final como mejores terceros.
Los horarios corresponden a la hora de Egipto (UTC+2).

### Grupo A
| Equipo     | Pts | PJ | PG | PE | PP | GF | GC | Dif |
| ---------- | --- | -- | -- | -- | -- | -- | -- | --- |
| Senegal    | 9   | 3  | 3  | 0  | 0  | 8  | 0  | 8   |
| Nigeria    | 6   | 3  | 2  | 0  | 1  | 3  | 1  | 2   |
| Egipto     | 1   | 3  | 0  | 1  | 2  | 0  | 5  | –5  |
| Mozambique | 1   | 3  | 0  | 1  | 2  | 0  | 5  | –5  |

1. 1 2  Por sorteo: Egipto 1, Mozambique 2.[3]

| 19 de febrero | Egipto | 0:0     | Mozambique | Estadio Internacional, El Cairo |                              |
| 16:00         |        | Reporte |            | Árbitro(s): Abdulkadir Artan    | Árbitro(s): Abdulkadir Artan |

| 19 de febrero | Senegal  | 1:0 (1:0) | Nigeria | Estadio Internacional, El Cairo |                         |
| 19:00         | Faye 40' | Reporte   |         | Árbitro(s): Jalal Jayed         | Árbitro(s): Jalal Jayed |

| 22 de febrero | Mozambique | 0:3 (0:1) | Senegal                              | Estadio Internacional, El Cairo |                             |
| 16:00         |            | Reporte   | - P. Diallo 45+2', 85' - P. Diop 53' | Árbitro(s): Abdulrazg Ahmed     | Árbitro(s): Abdulrazg Ahmed |

| 22 de febrero | Nigeria      | 1:0 (0:0) | Egipto | Estadio Internacional, El Cairo |                          |
| 19:00         | Agbalaka 71' | Reporte   |        | Árbitro(s): Jean Ishimwe        | Árbitro(s): Jean Ishimwe |

| 25 de febrero | Egipto | 0:4 (0:0) | Senegal                               | Estadio Internacional, El Cairo |                               |
| 19:00         |        | Reporte   | - P. Diop 59', 73', 76' - I. Sané 69' | Árbitro(s): Mohamed Athoumani   | Árbitro(s): Mohamed Athoumani |

| 25 de febrero | Mozambique | 0:2 (0:2) | Nigeria                    | Estadio del Canal de Suez, Ismailía |                                    |
| 19:00         |            | Reporte   | - Lawal 33' - Muhammad 41' | Árbitro(s): Yannick Kabanga Malala  | Árbitro(s): Yannick Kabanga Malala |

### Grupo B
| Equipo                   | Pts | PJ | PG | PE | PP | GF | GC | Dif |
| ------------------------ | --- | -- | -- | -- | -- | -- | -- | --- |
| Uganda                   | 5   | 3  | 1  | 2  | 0  | 4  | 3  | 1   |
| Congo                    | 5   | 3  | 1  | 2  | 0  | 4  | 3  | 1   |
| Sudán del Sur            | 4   | 3  | 1  | 1  | 1  | 2  | 2  | 0   |
| República Centroafricana | 1   | 3  | 0  | 1  | 2  | 1  | 3  | –2  |

1. 1 2  Por sorteo: Uganda 1, Congo 2.[4][5]

| 20 de febrero | Uganda                     | 2:1 (0:0) | República Centroafricana | Estadio del Canal de Suez, Ismailía |                             |
| 16:00         | - Mugulusi 47' - Dembe 74' | Reporte   | Gbenou 90+5'             | Árbitro(s): Akhona Makalima         | Árbitro(s): Akhona Makalima |

| 20 de febrero | Sudán del Sur | 1:2 (0:1) | Congo                              | Estadio del Canal de Suez, Ismailía |                              |
| 19:00         | Mara 83'      | Reporte   | - Bassinga 45' - Sousou 63' (pen.) | Árbitro(s): Bouchra Karboubi        | Árbitro(s): Bouchra Karboubi |

| 23 de febrero | República Centroafricana | 0:1 (0:1) | Sudán del Sur       | Estadio del Canal de Suez, Ismailía |                          |
| 16:00         |                          | Reporte   | Jawa Mara 2' (pen.) | Árbitro(s): Clement Kpan            | Árbitro(s): Clement Kpan |

| 23 de febrero | Congo                        | 2:2 (1:2) | Uganda                         | Estadio del Canal de Suez, Ismailía |                          |
| 19:00         | - Loulendo 6' - Mombouli 72' | Reporte   | - Ssematimba 11' - Mayanja 33' | Árbitro(s): Lamin Jammeh            | Árbitro(s): Lamin Jammeh |

| 26 de febrero | Uganda | 0:0     | Sudán del Sur | Estadio del Canal de Suez, Ismailía |                           |
| 19:00         |        | Reporte |               | Árbitro(s): Issa Mouhamed           | Árbitro(s): Issa Mouhamed |

| 26 de febrero | República Centroafricana | 0:0     | Congo | Estadio Internacional, El Cairo |                           |
| 19:00         |                          | Reporte |       | Árbitro(s): Hamidou Diero       | Árbitro(s): Hamidou Diero |

### Grupo C
| Equipo | Pts | PJ | PG | PE | PP | GF | GC | Dif |
| ------ | --- | -- | -- | -- | -- | -- | -- | --- |
| Gambia | 9   | 3  | 3  | 0  | 0  | 4  | 0  | 4   |
| Túnez  | 4   | 3  | 1  | 1  | 1  | 2  | 2  | 0   |
| Benín  | 2   | 3  | 0  | 2  | 1  | 1  | 2  | –1  |
| Zambia | 1   | 3  | 0  | 1  | 2  | 2  | 5  | –3  |

| 21 de febrero | Gambia            | 1:0 (0:0) | Túnez | Estadio de Alejandría, Alejandría |                               |
| 16:00         | Gezzah 80' (a.g.) | Reporte   |       | Árbitro(s): Mohamed Athoumani     | Árbitro(s): Mohamed Athoumani |

| 21 de febrero | Benín     | 1:1 (0:0) | Zambia      | Estadio de Alejandría, Alejandría |                           |
| 19:00         | Aloko 57' | Reporte   | Ng'ambi 60' | Árbitro(s): Mohamed Guedi         | Árbitro(s): Mohamed Guedi |

| 24 de febrero | Túnez | 0:0     | Benín | Estadio de Alejandría, Alejandría |                               |
| 16:00         |       | Reporte |       | Árbitro(s): El Hadj Amadou Sy     | Árbitro(s): El Hadj Amadou Sy |

| 24 de febrero | Zambia | 0:2 (0:0) | Gambia                           | Estadio de Alejandría, Alejandría |                                |
| 19:00         |        | Reporte   | - Drammeh 63' - Saine 81' (pen.) | Árbitro(s): Mahmoud Ahmed Nagy    | Árbitro(s): Mahmoud Ahmed Nagy |

| 27 de febrero | Gambia            | 1:0 (0:0) | Benín | Estadio de Alejandría, Alejandría |                                 |
| 19:00         | Ouorou 88' (a.g.) | Reporte   |       | Árbitro(s): Sory Ibrahima Keita   | Árbitro(s): Sory Ibrahima Keita |

| 27 de febrero | Túnez                     | 2:1 (1:0) | Zambia       | Estadio Internacional, El Cairo |                        |
| 19:00         | - Othman 31' - Dhaoui 59' | Reporte   | Mutandwa 57' | Árbitro(s): Omar Artan          | Árbitro(s): Omar Artan |

### Mejores terceros
| Equipo        | Gr | Pts | PJ | PG | PE | PP | GF | GC | Dif |
| ------------- | -- | --- | -- | -- | -- | -- | -- | -- | --- |
| Sudán del Sur | B  | 4   | 3  | 1  | 1  | 1  | 2  | 2  | 0   |
| Benín         | C  | 2   | 3  | 0  | 2  | 1  | 1  | 2  | –1  |
| Egipto        | A  | 1   | 3  | 0  | 1  | 2  | 0  | 5  | –5  |

## Fase final

### Cuadro de desarrollo
|  | Cuartos de final        | Cuartos de final      |                        |         | Semifinales  | Semifinales  |  |  | Final                  | Final |
|  |                         |                       |                        |         |              |              |  |  |                        |       |
|  | 2 de marzo - El Cairo   |                       |                        |         |              |              |  |  |                        |       |
|  |                         |                       |                        |         |              |              |  |  |                        |       |
|  | Senegal                 | 1                     |                        |         |              |              |  |  |                        |       |
|  | Senegal                 | 1                     | 6 de marzo - Ismailía  |         |              |              |  |  |                        |       |
|  | Benín                   | 0                     |                        |         |              |              |  |  |                        |       |
|  | Benín                   | 0                     | Senegal                | 3       |              |              |  |  |                        |       |
|  | 3 de marzo - El Cairo   |                       | Senegal                | 3       |              |              |  |  |                        |       |
|  |                         | Túnez                 | 0                      |         |              |              |  |  |                        |       |
|  | Congo                   | Túnez                 | 0                      | 3 (4)   |              |              |  |  |                        |       |
|  | Congo                   |                       | 11 de marzo - El Cairo | 3 (4)   |              |              |  |  |                        |       |
|  | Túnez                   | 3 (5)                 |                        |         |              |              |  |  |                        |       |
|  | Túnez                   | 3 (5)                 | Senegal                | 2       |              |              |  |  |                        |       |
|  | 2 de marzo - Ismailía   |                       | Senegal                | 2       |              |              |  |  |                        |       |
|  |                         | Gambia                | 0                      |         |              |              |  |  |                        |       |
|  | Uganda                  | Gambia                | 0                      | 0       |              |              |  |  |                        |       |
|  | Uganda                  | 6 de marzo - El Cairo |                        | 0       |              |              |  |  |                        |       |
|  | Nigeria                 | 1                     |                        |         |              |              |  |  |                        |       |
|  | Nigeria                 | 1                     | Nigeria                | 0       | Tercer lugar | Tercer lugar |  |  |                        |       |
|  | 3 de marzo - Alejandría |                       | Nigeria                | 0       |              |              |  |  |                        |       |
|  |                         | Gambia                | 1                      |         |              |              |  |  |                        |       |
|  | Gambia                  | Gambia                | 1                      | 5       | Túnez        | 0            |  |  |                        |       |
|  | Gambia                  |                       |                        | 5       | Túnez        | 0            |  |  |                        |       |
|  | Sudán del Sur           | 0                     |                        | Nigeria | 4            |              |  |  |                        |       |
|  | Sudán del Sur           | 0                     |                        |         | 4            |              |  |  |                        |       |
|  |                         |                       |                        |         |              |              |  |  | 10 de marzo - El Cairo |       |
|  |                         |                       |                        |         |              |              |  |  |                        |       |

Los horarios corresponden a la hora de Egipto (UTC+2).

### Cuartos de final
| 2 de marzo | Senegal       | 1:0 (0:0) | Benín | Estadio Internacional, El Cairo |                          |
| 16:00      | S. Diallo 51' | Reporte   |       | Árbitro(s): Jean Ishimwe        | Árbitro(s): Jean Ishimwe |

| 2 de marzo | Uganda | 0:1 (0:1) | Nigeria         | Estadio del Canal de Suez, Ismailía |                          |
| 19:00      |        | Reporte   | Juma 30' (a.g.) | Árbitro(s): Mahmoud Nagi            | Árbitro(s): Mahmoud Nagi |

| 3 de marzo | Gambia                                       | 5:0 (4:0) | Sudán del Sur | Estadio de Alejandría, Alejandría |                          |
| 16:00      | - Bojang 7', 33', 47' - Jarju 28' - Bajo 70' | Reporte   |               | Árbitro(s): Jallal Jayed          | Árbitro(s): Jallal Jayed |

| 3 de marzo | Congo                                                                   | 3:3 (2:2, 1:1) (t. s.)(4:5 p.) | Túnez                                                             | Estadio Internacional, El Cairo |                          |
| 19:00      | - Bassinga 24', 80', 102' (pen.)                                        | Reporte                        | - Othman 37' - Chouchane 76' - Saoudi 119'                        | Árbitro(s): Clement Kpan        | Árbitro(s): Clement Kpan |
|            |                                                                         | Tiros desde el punto penal     |                                                                   |                                 |                          |
|            | - Moutou - Ndecket - Mindou - Bandessi - Nkouanga - Loulendo - Mouandza |                                | - Ghorbel - Dhaoui - El Hmidi - Chouchane - Garreb - Snana - Abid |                                 |                          |

### Semifinales
| 6 de marzo | Senegal                         | 3:0 (2:0) | Túnez | Estadio del Canal de Suez, Ismailía |                        |
| 16:00      | - Demba 7' - L. Camara 17', 52' | Reporte   |       | Árbitro(s): Omar Artan              | Árbitro(s): Omar Artan |

| 6 de marzo | Nigeria | 0:1 (0:1) | Gambia    | Estadio Internacional, El Cairo |                             |
| 19:00      |         | Reporte   | Bojang 7' | Árbitro(s): Ahmed Abdulrazg     | Árbitro(s): Ahmed Abdulrazg |

### Tercer puesto
| 10 de marzo | Túnez | 0:4 (0:1) | Nigeria                                         | Estadio Internacional, El Cairo |                               |
| 16:00       |       | Reporte   | - Muhammad 9' - Abdullahi 46' - Sunday 48', 90' | Árbitro(s): Mohamed Athoumani   | Árbitro(s): Mohamed Athoumani |

### Final
| 11 de marzo | Senegal                      | 2:0 (1:0) | Gambia | Estadio Internacional, El Cairo |                          |
| 19:00       | - M. Faye 6' - L. Camara 56' | Reporte   |        | Árbitro(s): Mahmoud Nagi        | Árbitro(s): Mahmoud Nagi |

|                             |
| Bandera de Senegal          |
| Campeón Senegal 1.er título |

## Clasificados a la Copa Mundial de Fútbol Sub-20 de 2023
Los siguientes 4 equipos se clasificaron para el torneo juvenil de la FIFA.
| Equipo  | Fecha              | Apariciones previas                                                         |
| ------- | ------------------ | --------------------------------------------------------------------------- |
| Senegal | 2 de marzo de 2023 | 3 (2015, 2017, 2019)                                                        |
| Nigeria | 2 de marzo de 2023 | 12 (1983, 1985, 1987, 1989, 1999, 2005, 2007, 2009, 2011, 2013, 2015, 2019) |
| Gambia  | 3 de marzo de 2023 | 1 (2007)                                                                    |
| Túnez   | 3 de marzo de 2023 | 2 (1977, 1985)                                                              |

## Goleadores
- Actualizado el 27 de febrero de 2023.

| Jugador            | Equipo        | Goles |
| ------------------ | ------------- | ----- |
| Pape Diop          | Senegal       | 4     |
| Alagie Saine       | Gambia        | 2     |
| Jawa               | Sudán del Sur | 2     |
| Pape Amadou Diallo | Senegal       | 2     |
| Prince Soussou     | Congo         | 1     |
| Isma Mugulusi      | Uganda        | 1     |
| Titus Ssematimba   | Uganda        | 1     |
| Solomon Agbalaka   | Nigeria       | 1     |
| Kajally Drammeh    | Gambia        | 1     |
| Samson Lawal       | Nigeria       | 1     |
| Ibou Sané          | Senegal       | 1     |